# Bairnsdale
Bairnsdale – miasto w Australii, w stanie Wiktoria, w regionie Gippsland, około 285 km (ok. 3 godzin jazdy samochodem) na wschód od Melbourne. Około 11 tys. mieszkańców. Jeden z głównych ośrodków miejskich wschodniej części stanu Wiktoria (obok miast Sale i Traralgon), siedziba władz hrabstwa East Gippsland.
Bairnsdale położone jest przy drodze Princes Highway, blisko atrakcyjnego turystycznie regionu jezior (Gippsland Lakes z popularną miejscowością wypoczynkową Lakes Entrance) oraz Cieśniny Bassa.
Miasto zostało założone w 1859 roku.

## Linki zewnętrzne

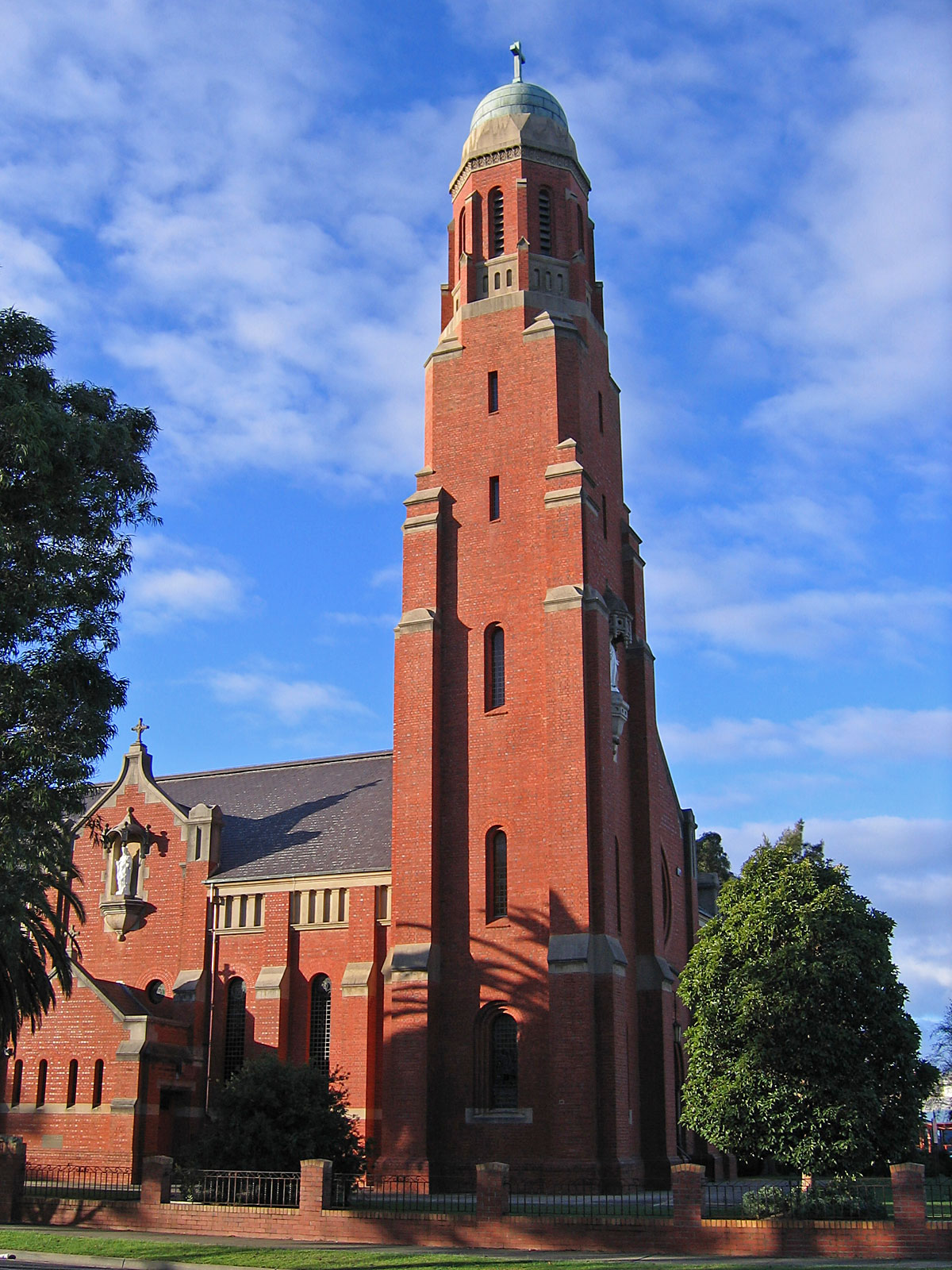
Kościół mariacki (katolicki)
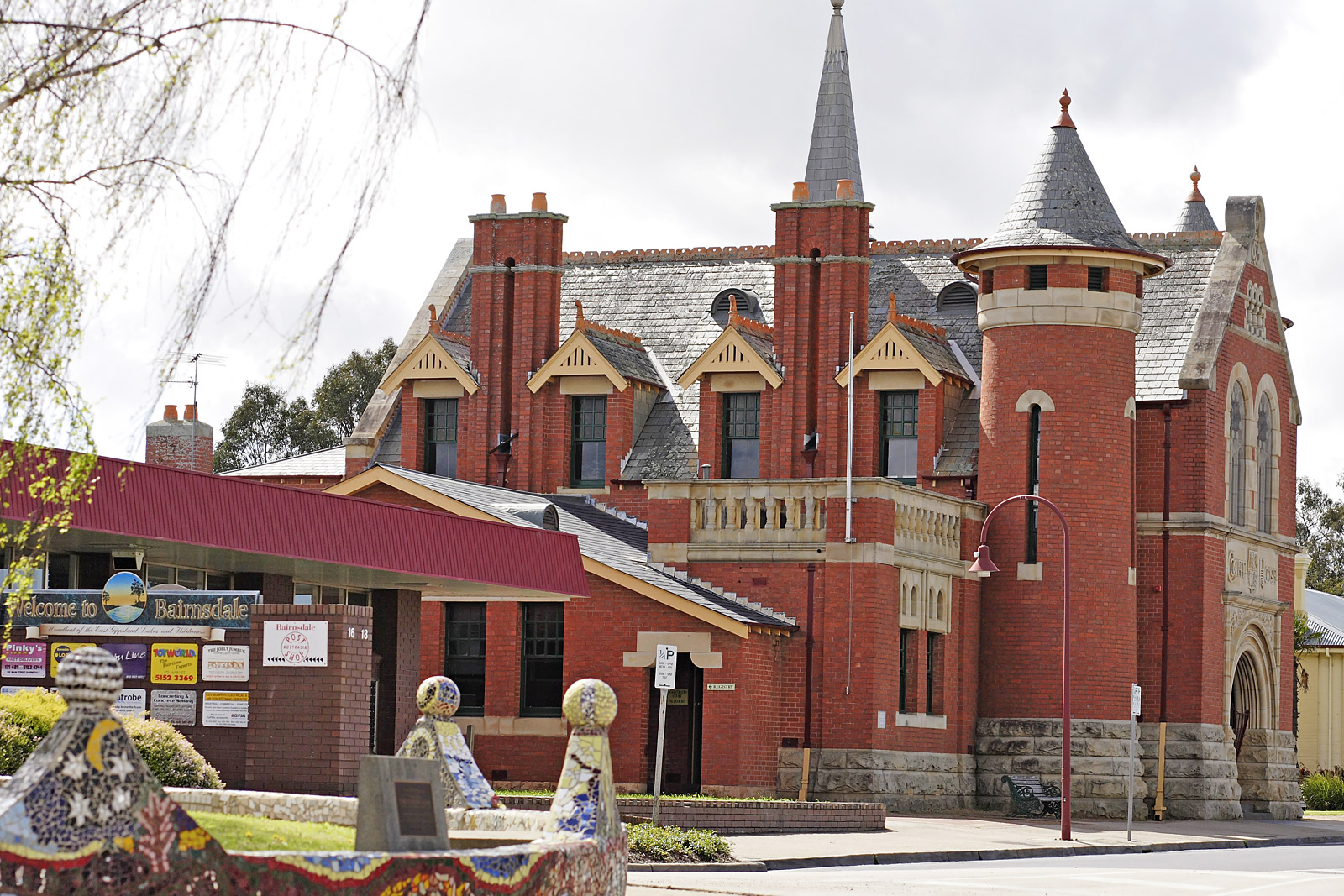
Budynek sądu
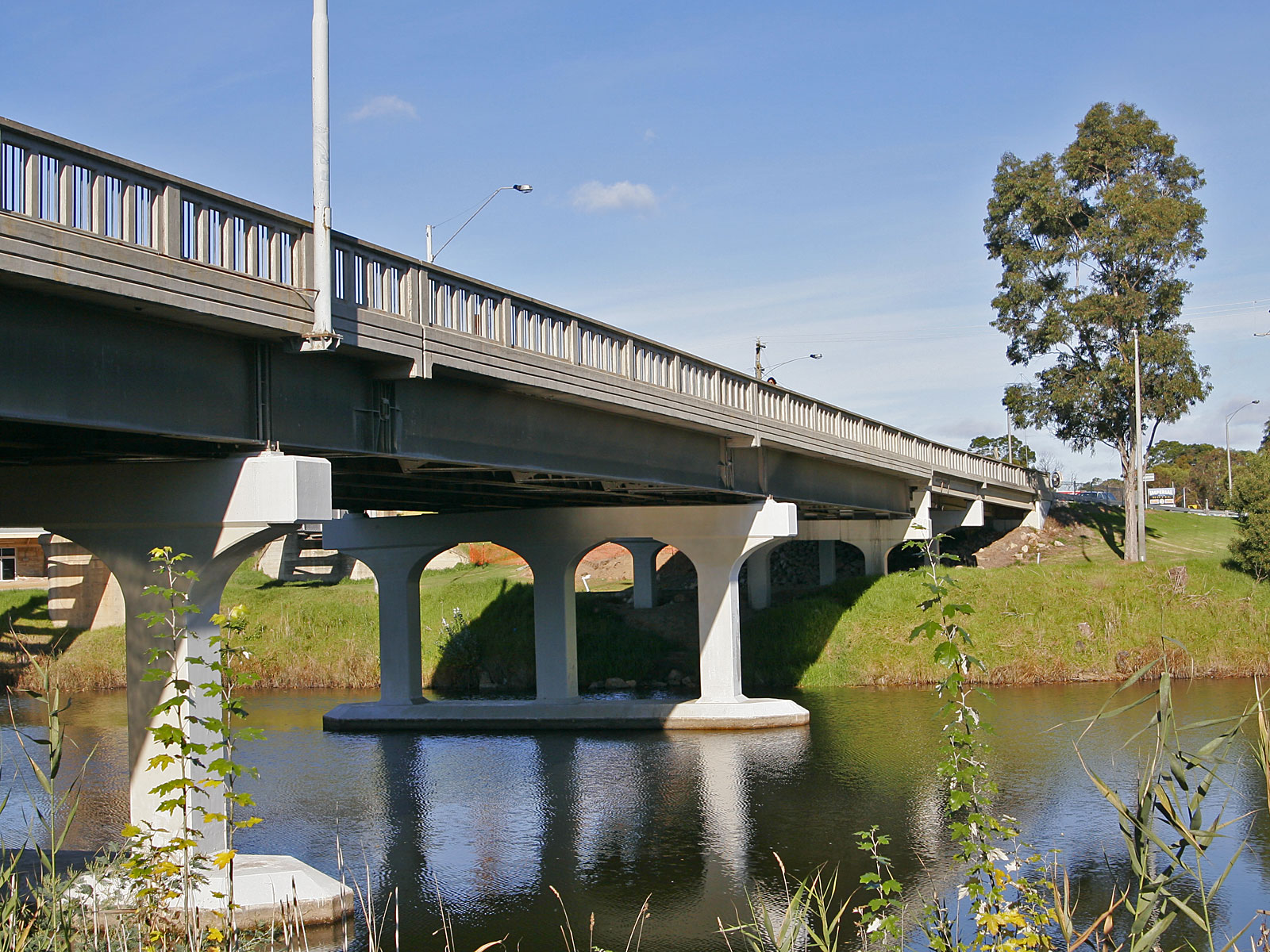
Most nad rzeką Mitchell River w Bairnsdale